# Kerkje van Ellesdiek
De Kerk van Ellewoutsdijk, lokaal in het Zeeuws bekend als het Kerkje van Ellesdiek is een hervormd kerkgebouw in Ellewoutsdijk in de Nederlandse provincie Zeeland. Nadat de vorige kerk tijdens de Tweede Wereldoorlog werd verwoest, is de nieuwe kerk in 1950/51 op de oude fundamenten gebouwd. In 2001 werd de gemeente opgeheven, sindsdien is de kerk in gebruik voor diensten, lezingen, en oecumenische bijeenkomsten, gehouden in de Zeeuwse streektaal.

## Geschiedenis
De eerste vermelding van een parochiekerk in Ellewoutsdijk stamt uit 1216. In de veertiende en vijftiende eeuw werd er een forse gotische kerk gebouwd, gewijd aan Sint Maarten. Deze kwam tijdens de Reformatie in handen van de protestanten. Doordat de bevolking van Ellewoutsdijk was afgenomen kon er aanvankelijk geen eigen dominee worden betaald, en werd er van een gezamenlijke dominee onderhouden met de gemeente van Oudelande. Van 169 tot 1964 was de gemeente zelfstandig. In deze periode raakte de kerk in verval en is het koor op een onbekend moment afgebroken. In 1824 moest het bovenste gedeelte van de toren worden afgebroken. Hierdoor stonden aan het einde van de 19e eeuw enkel nog een deel van de toren en het schip overeind. Tijdens de Tweede Wereldoorlog werd de kerk nog gerestaureerd, maar tijdens de Slag om de Schelde in 1944 is de kerk volledig verwoest door oorlogsgeweld. Ter vervanging werd in 1946 een kleine noodkerk gebouwd. Deze is tot 1951 als kerk in gebruik geweest en daarna gebruikt als opslagloods. In 2016 is het gebouw verplaatst naar het Bevrijdingsmuseum Zeeland in Nieuwdorp en maakt sindsdien deel uit van het daar gelegen Bevrijdingspark.

## Huidig kerkgebouw
In 1950 werd begonnen aan de bouw van een nieuwe kerk op de fundamenten van de verwoeste kerk. In 1951 kon deze kerk in gebruik genomen. Dit nieuwe gebouw, een ontwerp van A. Rothuizen en P.J. 't Hooft, was een eenvoudige eenbeukige kerk met een relatief dikke toren met een ranke spits. In 1953 werd een Van Vulpen eenklaviers orgel in de kerk geplaatst, zonder pedaal.
In 2000 had de Hervormde Gemeente te weinig leden om zelfstandig te blijven. In 2001 vormde Ellewoutsdijk samen met de hervormde gemeenten van de nabijgelegen dorpen Driewegen en Ovezande de DEO-gemeente. De kerk in Ellewoutsdijk werd buiten gebruik gesteld voor de wekelijkse erediensten. Sindsdien wordt de kerk beheerd door een stichting en gebruikt voor exposities, oecumenische bijeenkomsten, lezingen en diensten, met de bijzonderheid dat deze in de Zeeuwse streektaal worden gehouden.

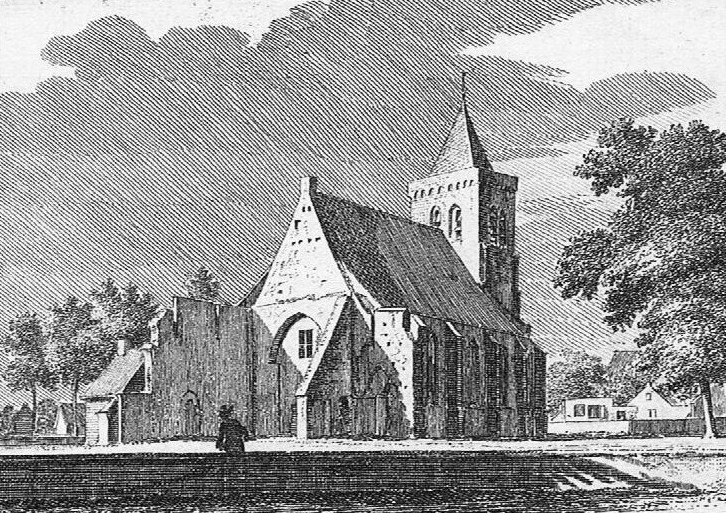
De kerk zoals getekend in 1743. Van het koor staan nog enkele muurresten, de toren is in originele staat.
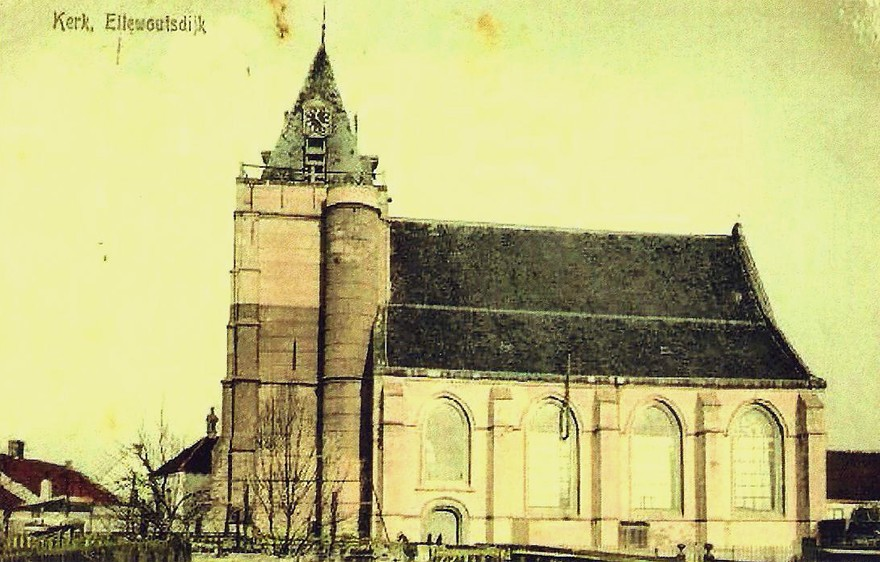
De kerk in 1915. Het koor is volledig verdwenen, ook is de toren tot de daklijn afgebroken en is er een nieuwe spits op geplaatst.
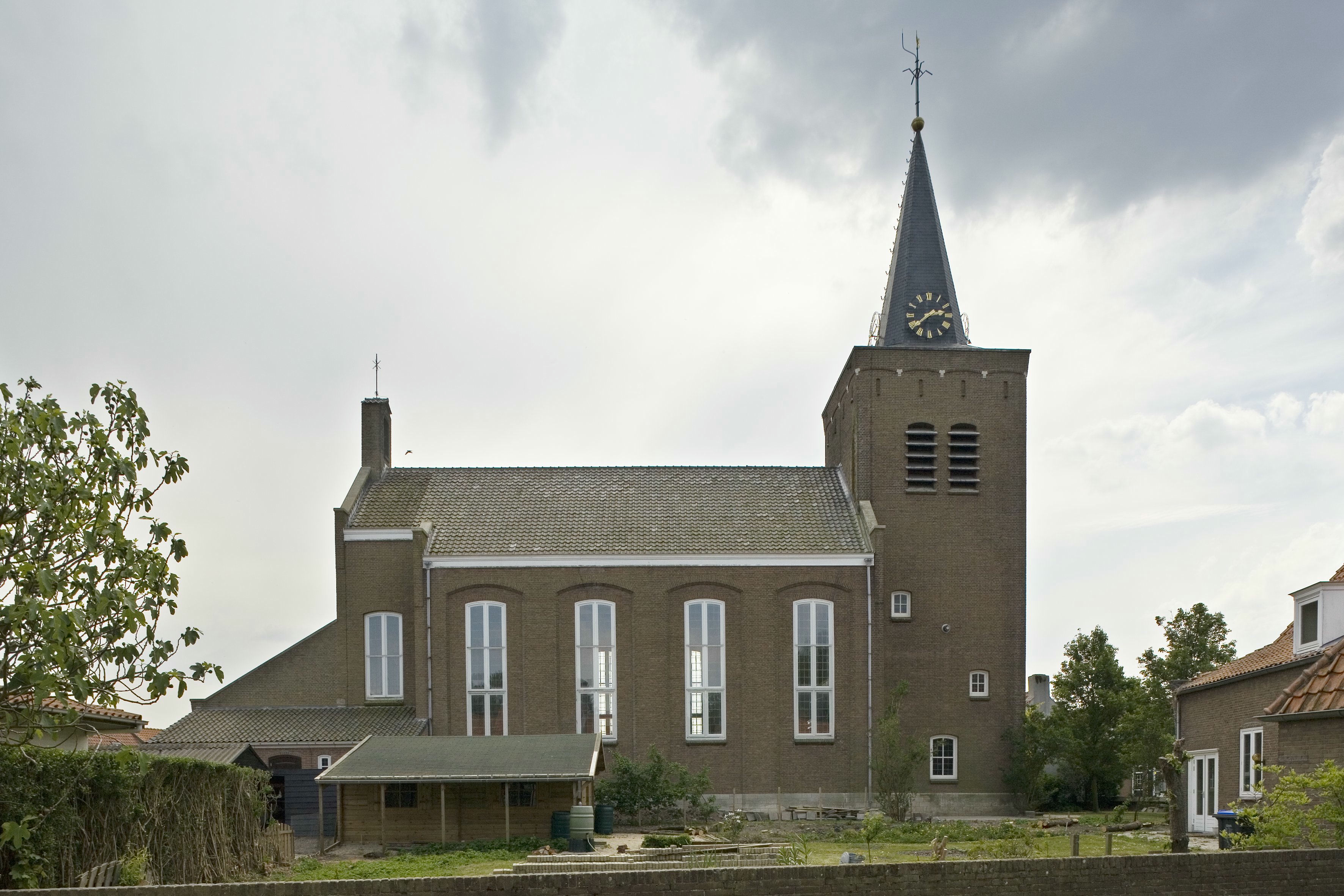
De noordgevel van de huidige kerk.